# 產土神
產土神（日语：うぶすながみ、うぶしなのかみ、うぶのかみ）是日本一種神格類似華人鄉土神的神祇。不過，近代日本民眾大多將產土神、鎮守神（ちんじゅ）、氏神（うじがみ）等視為同義詞。

## 概要
日本神道將土地的守護神稱作產土神，此神祇乃是一個人在該地由出生至死亡，即使遷移至他處居住仍繼續庇佑；所以也逐漸演變成「產土信仰」。相對於氏神和氏子建立在血緣關係上，產土神則是基於地緣關係之基礎，這種意識加強後的表現便是都市。譬如京都同家族集團的勢力逐漸減弱後，取而代之的是具有地緣關係的共同體意識，故自奈良時代以降伏見稻荷大社、上御靈神社、賀茂神社、北野天滿宮等有勢力的神社皆是因產土神意識而發達。
現代日本盛行的初宮參拜、成年禮、七五三節等習俗，均因中世紀「參拜產土」（産土詣で）的觀念而起。復因前述初宮參拜之習俗，產土神也被認為具有安胎順產的神格。目前日本全國同家族的氏神信仰已日漸式微，取代的反而是有地緣關係的產土信仰。

## 內部連結
- 土地神
- 春社
- 氏神
- 地鎮祭（日语：地鎮祭）

## 外部連結
- 社日（しゃにち）（日語）
- 雑学「氏神・産土神・鎮守神」 （页面存档备份，存于）（日語）
- 金光泰觀墓相研究所：氏神・鎮守・産土・天王・天神 （页面存档备份，存于）（日語）